# John Leeuwerik
John Leeuwerik (geboren op 19 juni 1959 te 's-Heerenberg) was van 1981 tot en met 1992 betaald voetballer bij De Graafschap. In 423 wedstrijden maakte hij 113 doelpunten. Trainers op de Vijverberg waren in deze periode Huib Ruygrok, Sándor Popovics, Henk van Brussel, Pim Verbeek en Simon Kistemaker. Twee seizoenen voetbalde hij in de Eredivisie en de overige in de Eerste divisie.

 Hij zette zijn loopbaan voort als trainer, onder andere bij zijn eerste club MvR in zijn geboorteplaats waar hij aanvankelijk speler-trainer was, bij VV VIOD te Doetinchem en bij WVC (Winterswijkse Voetbal Club) uit Winterswijk. In 2008 werd hij trainer van het Giesbeekse GSV'38. 

Hij heeft de bijnaam Mister De Graafschap maar moet deze erenaam delen met Guus Hiddink en Jan Vreman.
Hij is grafisch medewerker en woont nog steeds in zijn geboorteplaats.

## Bron
VI 19 augustus 2009 inz. aantal wedstrijden en goals